# Município de Union (condado de Lawrence, Ohio)
O município de Union (em inglês: Union Township) é um município localizado no condado de Lawrence no estado estadounidense de Ohio. No ano de 2010 tinha uma população de 9.086 habitantes e uma densidade populacional de 107,71 pessoas por km².

## Geografia
O município de Union encontra-se localizado nas coordenadas 38° 27′ 53″ N, 82° 26′ 00″ O. Segundo o Departamento do Censo dos Estados Unidos, o município tem uma superfície total de 84.35 km², da qual 82,84 km² correspondem a terra firme e (1,79 %) 1,51 km² é água.

## Demografia
Segundo o censo de 2010, tinha 9.086 habitantes residindo no município de Union. A densidade populacional era de 107,71 hab./km². Dos 9.086 habitantes, o município de Union estava composto pelo 96,76 % brancos, o 0,78 % eram afroamericanos, o 0,32 % eram amerindios, o 0,5 % eram asiáticos, o 0,2 % eram de outras raças e o 1,44 % eram de uma mistura de raças. Do total da população o 1,12 % eram hispanos ou latinos de qualquer raça.